# 無双大介
無双 大介（むそう だいすけ、1951年1月7日 - ）は、日本の元俳優。本名：田村 孝司。
東京都出身。東京都立荒川工業高等学校卒業。高瀬プロダクションに所属していた。

## 来歴・人物
高校卒業後、トラックの運転手となるが、仕事に対する不満が溜まったことから退職し、弟に勧められて劇団若草に入団し、3年間在籍する。
劇団若草を退団後は、ウェイターとして働く一方で、グループを結成して演劇活動を行っていた。当時の状況について、1980年の紹介記事では「ウェイターは夜の仕事の一方で撮影は朝早いことが多いので、眠気のために目がトロンとしていると冷やかされていた」と述べている。
1976年10月、梶原一騎原作の劇画『天下一大物伝』のドラマ化（東京12チャンネル）の際、主人公に抜擢され、役名「無双大介」をそのまま、梶原によって命名される。
1980年には、円谷プロ制作の特撮テレビドラマ『ウルトラマン80』（TBS）にUGM・ハラダ隊員役でレギュラー出演。主演を務めた長谷川初範は、無双について「非常に優しくて大胆な男」と評している。
特技は、柔道。

## 出演

### テレビドラマ
- アイアンキング 第19話「大虫人カブトロン出現」（1973年、TBS）
- パパと呼ばないで 第34話「ラブレタ-事件」（1973年、NTV / ユニオン映画） - 寿司屋若衆
- 幡随院長兵衛お待ちなせえ 第17話「大江戸無責任男」（1974年、MBS）
- 走れ!ケー100 第46話「噴火だ! 救助隊出発（阿蘇の巻）」（1974年、TBS）
- 大河ドラマ / 勝海舟（1974年、NHK）
- 傷だらけの天使 第10話「金庫破りに赤いバラを」（1974年、NTV）
- 天下一大物伝（1976年 - 1977年、12ch） - 主演・無双大介
- 刑事犬カール 第15話「オカリナが聞こえる」（1977年、TBS）
- ウルトラマン80（TBS） - ハラダ
  - 第1話「ウルトラマン先生」 - 第26話「タイムトンネルの影武者たち」（1980年）
  - 第50話「あっ! キリンも象も氷になった!!」（1981年）
- プロハンター 第15話「狙われた罠」（1981年、NTV）

### 映画
- 青春讃歌 暴力学園大革命 （1975年、東映）※「田村たかし」名義
- ドカベン（1977年、東映） - 賀間剛介
- 狂った果実（1981年、にっかつ） - 牧俊次
- 俺とあいつの物語（1981年、松竹）